# كورينجا
كورينجا (بالإنجليزية: Curinga)‏ هي بلدية تقع في مقاطعة قطنصار، في منطقة قلورية بجنوب إيطاليا، ومن الناحية التاريخية كانت كورينجا مأهولة بالسكان من قبل مجتمع أربيريشي، والذي أصبح يستقطب الأشخاص.

## حادثة تحطم قطار في عام 1980
في 21 نوفمبر 1980 ، اصطدم قطار ركاب من روما - سرقوسة بعربات قطار شحن من قطانية مما أسفر عن مقتل 20 شخصًا وإصابة 112.

## روابط خارجية
- الموقع الرسمي